# Gran Premi de les Nacions 1991
L'edició del 1991 fou la 58a del Gran Premi de les Nacions. La cursa es disputà el 26 d'octubre de 1991, pels voltants de Bèrgam i amb un recorregut de 64 quilòmetres en format contrarellotge. El vencedor final fou el suís Tony Rominger, que s'imposà per davant d'Erik Breukink i Thomas Wegmüller.
Va ser la tretzena i darrera prova de la Copa del Món de ciclisme de 1991. Maurizio Fondriest, amb els punts aconseguits en aquesta cursa, va obtenir el triomf final.

## Classificació final
|    | Ciclista           | Equip               | Temps      |
| -- | ------------------ | ------------------- | ---------- |
| 1  | Tony Rominger      | Toshiba             | 1h 20' 40" |
| 2  | Erik Breukink      | PDM-Ultima-Concorde | + 58"      |
| 3  | Thomas Wegmüller   | Weinmann            | + 2'08"    |
| 4  | Maurizio Fondriest | Panasonic-Sportlife | + 2'12"    |
| 5  | Federico Echave    | Clas-Cajastur       | + 2'16"    |
| 6  | Frans Maassen      | Buckler-Colnago     | + 2'22"    |
| 7  | Rolf Soerensen     | Ariostea            | + 2'24"    |
| 8  | Stephen Hodge      | ONCE                | + 2'25"    |
| 9  | Melcior Mauri      | ONCE                | + 2'44"    |
| 10 | Laurent Jalabert   | Toshiba             | + 3'20"    |